# Истине и лажи (2. сезона)
Друга сезона теленовеле Истине и лажи снимана је од 7. августа до новембра 2018, а емитована од 17. септембра до 31. децембра 2018. године. Броји 76 епизода.

## Улоге
У овој сезони, Борку Томовић је у улози Вање заменила Софија Јуричан, а постави су се, поред Софије, придружили Бранко Јеринић, Ивана Дудић, Александар Срећковић Кубура, Кристина Јовановић, Јелисавета Кораксић и Миљан Прљета. Сандра Силађев и Милан Зарић нису више у постави, а Бојан Кривокапић је уназађен у епизодну поставу. У 24. епизоди, Марко Гверо се придружио главној постави.

### Главне
- Љиљана Драгутиновић као Даница Исидоровић
- Бранко Јеринић као Андрија Исидоровић
- Светислав Буле Гонцић као Радован Божић
- Феђа Стојановић као Илија Исидоровић
- Јана Илић као Марина Божић
- Ивана Дудић као Уна Радовић
- Зоран Пајић као Никола Исидоровић
- Александар Срећковић као Марко Гвозденовић
- Бојана Ординачев као Кристина Бајчетић
- Софија Јуричан као Вања Бакић
- Жарко Степанов као Слободан Кокот
- Владимир Ковачевић као Арсеније Филиповић
- Кристина Јовановић као Јелисавета Милић
- Данијел Корша као Небојша Дакић
- Стефан Бузуровић као Павле Филиповић
- Јелена Гавриловић као Татјана Миленковић
- Ања Мит као Тара Исидоровић
- Душан Каличанин као Јован Хаџиславковић
- Јелисавета Кораксић као Дубравка Милорадовић
- Владан Дујовић као Данило
- Софија Рајовић као Светлана Радојковић
- Ђорђе Крећа као Иван Васковић
- Миљан Прљета као Дејан Машић
- Марина Ћосић као Софија
- Никола Ранђеловић као Лука Борђошки
- Стефан Радоњић као Џери
- Марко Гверо као Драгомир Кркљуш (епизоде 24−76)

### Епизодне
- Бојан Кривокапић као Стефан Филиповић (епизоде 21, 29-33)
- Никола Ранђеловић као Лука Борђошки (епизоде 2, 13, 16, 19-21, 26, 31, 33, 35, 45-46, 48-51, 53, 55, 57, 59-60, 62, 67-72, 74-76)
- Срна Ланго као Ружица Борђошки (епизоде 70-72, 74-76)
- Ненад Ћирић као Данко Борђошки (епизоде 70-72, 76)

## Епизоде
| Бр. у серији | Бр. у сезони | Назив          | Редитељ                                               | Сценариста                                                                | Премијерно емитовање |
| --- | ------------ | -------------- | ----------------------------------------------------- | ------------------------------------------------------------------------- | -------------------- |
| 172 | 1            | „Епизода 2.1”  | Михаило Вукобратовић, Милан Коњевић и Иван Стефановић | Љиљана Несторовић и Милан Коњевић                                         | 17. септембар 2018.  |
| Шта се десило на крову зграде кад је Тања покушала да скочи? Како је Раде поднео превару? Шта се у међувремену догодило са Николом и Марином? |              |                |                                                       |                                                                           |                      |
| 173 | 2            | „Епизода 2.2”  | Михаило Вукобратовић, Милан Коњевић и Иван Стефановић | Љиљана Несторовић и Милан Коњевић                                         | 18. септембар 2018.  |
| Вања у Слобином стану затиче призор који јој се уопште није свидео. У Радетово предузеће стиже Славица Јаковић, још једна Николина школска другарица, али и обожаватељка. Кад је испред Кристининог стана зачуо добро познат мушки глас, Павле је доживео невероватан потрес. Девојке поново облећу око Арсе, а једна се чак враћа из прошлости. |              |                |                                                       |                                                                           |                      |
| 174 | 3            | „Епизода 2.3”  | Михаило Вукобратовић, Милан Коњевић и Иван Стефановић | Љиљана Несторовић и Милан Коњевић                                         | 19. септембар 2018.  |
| Раде даје Уни место директорке финансија. Очајни Слоба се јада Кристини, али не наилази на очекивану подршку. Ни Маринина изјава не пролази добро јер новинарка Славица нема „длаке на језику” и поставља питања која се Марини ни мало не свиђају. Још један Николин покушај да запроси своју школску љубав завршава се крахом и неочекиваним сусретом. |              |                |                                                       |                                                                           |                      |
| 175 | 4            | „Епизода 2.4”  | Михаило Вукобратовић, Милан Коњевић и Иван Стефановић | Љиљана Несторовић и Милан Коњевић                                         | 20. септембар 2018.  |
| Сви са нестрпљењем очекују да Вања на свет донесе наследника, а највише слуђени Слоба. Свој бес Никола гаси у пићу, али у Унином друштву. Дана бива потресена кад јој је полиција саопштила да је Илија усликан пред банкоматом са млађом. Кад му се Тања исповедила, Раде је остао без текста баш као и Арса који је био сведок њиховог страственог пољупца. |              |                |                                                       |                                                                           |                      |
| 176 | 5            | „Епизода 2.5”  | Михаило Вукобратовић, Милан Коњевић и Иван Стефановић | Љиљана Несторовић и Милан Коњевић                                         | 21. септембар 2018.  |
| Уна не престаје да заводи Николу, а вече се завршава страсним пољупцем. Нико не слути коју игру она игра и да је Никола у ствари дечко њене сестре. Вања се порађа и на свет доноси прелепу девојчицу. Иако је Марина имала оправдање због којег се није појавила на вечери коју је Никола смислио, он нема намеру да јој опрости, а поврх свега је избегава због пољупца који је имао са Уном. Илија се коначно појавио. |              |                |                                                       |                                                                           |                      |
| 177 | 6            | „Епизода 2.6”  | Михаило Вукобратовић, Милан Коњевић и Иван Стефановић | Љиљана Несторовић и Милан Коњевић                                         | 24. септембар 2018.  |
| Вањи је криво што дете није Небојшино. Уна наставља са својим осветничким планом, али нико за сада не зна истину ни ко ју је послао. Татјана је љута на Павла што је помислио да она стоји иза Илијине прељубе са дрољом. Никола наставља да избегава Марину и вади се на Слобу који тренутно борави код Исидоровића кући. |              |                |                                                       |                                                                           |                      |
| 178 | 7            | „Епизода 2.7”  | Михаило Вукобратовић, Милан Коњевић и Иван Стефановић | Љиљана Несторовић и Милан Коњевић                                         | 25. септембар 2018.  |
| Џеријева девојка Бети постаје нова Арсина занимација па је полиција сада уверена да је и Арса умешан у крађу лекова у болници. Раде заказује састанак у предузећу, а Никола бива потресен кад је на свом радном месту угледао девојку са којом се претходне ноћи љубио. Решен да се помири са Вањом, Слоба одлази у породилиште, али оно што је тамо затекао, ни мало му се није свидело. |              |                |                                                       |                                                                           |                      |
| 179 | 8            | „Епизода 2.8”  | Михаило Вукобратовић, Милан Коњевић и Иван Стефановић | Љиљана Несторовић и Милан Коњевић                                         | 26. септембар 2018.  |
| Марина убеђује инспекторе да Арса нема никакве везе са крађом лекова у болници. Илија нема намеру да се врати кући упркос свим Слобиним напорима да га врати код Дане. Уна наставља са продором у „РБ Групу”, а Николу све више хвата пометња због онога што се десило. |              |                |                                                       |                                                                           |                      |
| 180 | 9            | „Епизода 2.9”  | Михаило Вукобратовић, Милан Коњевић и Иван Стефановић | Љиљана Несторовић и Милан Коњевић                                         | 27. септембар 2018.  |
| Кад је на очиглед полицајаца почео да лаже да не познаје главноосумњичену за крађу лекова из болнице, Арсу одводе у полицијску испоставу са лисицама на рукама. Илија би најрадије да отпутује далеке од свих, али због свог шкртарења не може нигде. Слоба успева да отопи Вањино срце, али... |              |                |                                                       |                                                                           |                      |
| 181 | 10           | „Епизода 2.10” | Михаило Вукобратовић, Милан Коњевић и Иван Стефановић | Љиљана Несторовић и Милан Коњевић                                         | 28. септембар 2018.  |
| Због одлуке да не ода девојку која му се свиђа, Арсу одводе у полицију. Док Бети проводи време у Џеријевом загрљају, Арса чак и из притвора покушава да је заштити. Кад јој је Павле саопштио да је Арса у вези са Кристином, Марина је потпуно полудела. Каде се зачуло звоно на вратима, Дана се одушевила, али... |              |                |                                                       |                                                                           |                      |
| 182 | 11           | „Епизода 2.11” | Михаило Вукобратовић, Милан Коњевић и Иван Стефановић | Љиљана Несторовић и Милан Коњевић                                         | 1. октобар 2018.     |
| Уна наставља свој паклени план па се враћа у кафић у коме седе Филиповићи, Божићи и разјарени Никола. Између Уне и Тање настају варнице, а Тања се одмах баца у акцију. Дана је бесна због изненадног доласка Илијиног брата Анрије па му саопштава да је Илија у вези са дрољом. Слоба Вањи поставља питање које је потпуно збуњује. |              |                |                                                       |                                                                           |                      |
| 183 | 12           | „Епизода 2.12” | Михаило Вукобратовић, Милан Коњевић и Иван Стефановић | Љиљана Несторовић и Милан Коњевић                                         | 2. октобар 2018.     |
| Павле пребацује Тањи да се неодговорно понаша према њиховом детету, али њу опаске не погађају превише. Она је решена преузме странке од РБ Групе и не преза ни од чега. Раде схвата да је Тања почела да се свети. Кад је Арса забаговао пред Џеријем, он је желео да зна каква је врста његовог односа са Бети. |              |                |                                                       |                                                                           |                      |
| 184 | 13           | „Епизода 2.13” | Михаило Вукобратовић, Милан Коњевић и Иван Стефановић | Љиљана Несторовић и Милан Коњевић                                         | 3. октобар 2018.     |
| Марина не дозвољава да се РБ Група обруши на Тању, већ одлази да са њом разговара, уверена да је Уна крива за цело стање јер јој се не допада њено понашање. Док је разговарала са Татјаном, Павле се лудо забављао тако што се јавио на њен телефон у тренутку кад је звао Никола. То је само додатно узнемирило већ пољуљаног Џонија који се све више окреће Уни. |              |                |                                                       |                                                                           |                      |
| 185 | 14           | „Епизода 2.14” | Михаило Вукобратовић, Милан Коњевић и Иван Стефановић | Љиљана Несторовић и Милан Коњевић                                         | 4. октобар 2018.     |
| Унине намештаљке иду по плану, а једини чинилац који је ремети је управо Татјана. На срећу, Марина успева да објасни Тањи да није време за нови рат. Кад су ушли у сукоб са Андријом, Дана и Никола су сазнали да стан није њихов и да ће морати да га трпе док се Илија не јави или не врати. Након дугог чекања у ресторану, Марина је из разговора са Вањом закључила да се Никола неће појавити. Раде нуди Арси посао који се не одбија. |              |                |                                                       |                                                                           |                      |
| 186 | 15           | „Епизода 2.15” | Михаило Вукобратовић, Милан Коњевић и Иван Стефановић | Љиљана Несторовић и Милан Коњевић                                         | 5. октобар 2018.     |
| Андрија се све више башкари по стану што највише излуђује Дану и Тару. Током боравка у ресторану, Марина је угледала Марка, инспектора који је привео Арсу. И док Вања покушава да схвати због чега полиција прогони њеног кумића, полицајац недвосмислено почиње да показује наклоност према Марини. У знак помирења, Тања долази код Радета у предузеће, а оно што му је рекла га је оставило без текста. |              |                |                                                       |                                                                           |                      |
| 187 | 16           | „Епизода 2.16” | Михаило Вукобратовић, Милан Коњевић и Иван Стефановић | Љиљана Несторовић                                                         | 8. октобар 2018.     |
| Док Цеца ћаска са инспектором Дејаном, његово ласкање све више допире до ње. У тренутку кад су се ствари лагано разобуздале, на вратима се појавио Васке. Арса је бесан због тога што га Бети кулира па између њих двоје избија свађа. Потпуно расејана, Тања долази код Вање на сеансу и док јој саопштава да је на ивици да превари супруга, она је моли за тајност. |              |                |                                                       |                                                                           |                      |
| 188 | 17           | „Епизода 2.17” | Михаило Вукобратовић, Милан Коњевић и Иван Стефановић | Љиљана Несторовић                                                         | 9. октобар 2018.     |
| Марина се потресла кад је од Кристине добила лажно признање да је у вези са Арсенијем. Касније, Павле у канти за ђубре проналази Кристинин тест на трудноћу. |              |                |                                                       |                                                                           |                      |
| 189 | 18           | „Епизода 2.18” | Михаило Вукобратовић, Милан Коњевић и Иван Стефановић | Љиљана Несторовић                                                         | 10. октобар 2018.    |
| Павле показује Марини тест за трудноћу, а Марина се потресла кад је схватила да он припада Кристини. По изласку са факултета, Софија пада у несвест, а Арса је после прегледа у хитној помоћи доводи својој кући. Тања и Павле привремено прекидају рат и завршавају у страственом загрљају. Бети је полудела кад је схватила да Арса неће доћи на заказани сусрет. |              |                |                                                       |                                                                           |                      |
| 190 | 19           | „Епизода 2.19” | Михаило Вукобратовић, Милан Коњевић и Иван Стефановић | Љиљана Несторовић и Милан Коњевић                                         | 11. октобар 2018.    |
| Слоба је открио да је Крис трудна. Софија није сигурна да је боравак код Филиповића најбоље решење за њу. Док јој Арса објашњава да мора да мирује јер је претходног дана доживела живчани слом, Марина покушава да сазна од Николе да ли је Крис пила на седељци на којој су заједно били претходне ноћи. |              |                |                                                       |                                                                           |                      |
| 191 | 20           | „Епизода 2.20” | Михаило Вукобратовић, Милан Коњевић и Иван Стефановић | Љиљана Несторовић                                                         | 12. октобар 2018.    |
| Кристина је доведена у мат јер Слоба наваљује да му каже ко је отац њеног детета. Тања више не може да издржи па одлази код Вање и признаје јој да Павла жели да превари са једним одређеним мушкарцем - Радетом. Марина улази у нову жустру расправу са Уном, а Никола упада у патњу око измишљене приче о крађи прстена. Дана под изговором да јој треба маникир преко Павла зове козметичарку у стан за коју верује да се швалерише са Илијом. |              |                |                                                       |                                                                           |                      |
| 192 | 21           | „Епизода 2.21” | Михаило Вукобратовић, Милан Коњевић и Иван Стефановић | Љиљана Несторовић                                                         | 15. октобар 2018.    |
| Козметичарка Нина долази код Дане у стан, а она лако губи живце и на девојку потеже пиштољ. Лука саопштава Уни да његово друштво обуставља сарадњу са РБ Групом. Радета је ова вест фрапирала. |              |                |                                                       |                                                                           |                      |
| 193 | 22           | „Епизода 2.22” | Михаило Вукобратовић, Милан Коњевић и Иван Стефановић | Љиљана Несторовић                                                         | 16. октобар 2018.    |
| Инспектор Машић позива Цецу да заједно траже измишљени изгубљени прстен. Док су седели у колима, између њих двоје су севале варнице, а инспектор није пропустио прилику да јој каже за опасност која вреба од Каспера и моли је да га позове уколико икад чује то име. Док је разговарала са Таром, Софија је добила напад плакања. На састанку РБ Групе, Уна је пред свима саопштила свој план како да извуче предузеће из тешког стања и потпуно је купила Радета.                                                                                         |              |                |                                                       |                                                                           |                      |
| 194 | 23           | „Епизода 2.23” | Михаило Вукобратовић, Милан Коњевић и Иван Стефановић | Љиљана Несторовић                                                         | 17. октобар 2018.    |
| Уна прима прстен који је Никола однео на гланцање за Марину и одлучује да му га однесе у пословницу. Тамо је наставила да кокетира са њим и изазвала га да је пољуби. Док је после разговора од Арси Марина кренула од Павла, она је срела Тању која је доживела озбиљан напад љубоморе. |              |                |                                                       |                                                                           |                      |
| 195 | 24           | „Епизода 2.24” | Михаило Вукобратовић, Милан Коњевић и Иван Стефановић | Љиљана Несторовић и Даница Николић Николић                                | 18. октобар 2018.    |
| Бети добија позив од Синдиката, а прете јој и казном због Арсе. Тања улази из растројства у растројство. Она сада верује да нешто није у реду са Лавом што додатно раздражује већ растројеног Павла који почиње да мува дадиљу. Тара је срећна због Жикиног повратка и сада сви верују да ће он успети да пронађе Илију. Цеца признаје Марини да јој је инспектор Дејан распалио еротску страст. |              |                |                                                       |                                                                           |                      |
| 196 | 25           | „Епизода 2.25” | Михаило Вукобратовић, Милан Коњевић и Иван Стефановић | Љиљана Несторовић и Даница Николић Николић                                | 19. октобар 2018.    |
| Небојша отвара Вањи очи и саопштава јој да све указује на то да је она заљубљена у Слобу. Никола сурово напада Кристину уверен да је дете које чека Арсино. Она је потресена слушала његове увреде, а онда је одлучила да прекине мучење снажним шамаром. Ни Слоба није успео да их умири. Андрија је дошао код Радета како би му изнео свој план како да врате Илију. |              |                |                                                       |                                                                           |                      |
| 197 | 26           | „Епизода 2.26” | Михаило Вукобратовић, Милан Коњевић и Иван Стефановић | Љиљана Несторовић и Даница Николић Николић                                | 22. октобар 2018.    |
| Уна нуди Луки посао. То је део њеног плана да се приближи Радету и стекне његово пуно поверење. Васке отвара очи Арси и саопштава му да је јасно као дан да Софија само јури фрајере који имају новца. Између Николе и Марине све више варничи и коначно кад су остали сами, и дошло је до неспретне просидбе која се завршила неизвесно. |              |                |                                                       |                                                                           |                      |
| 198 | 27           | „Епизода 2.27” | Михаило Вукобратовић, Милан Коњевић и Иван Стефановић | Љиљана Несторовић и Даница Николић Николић                                | 23. октобар 2018.    |
| Марина упозорава Арсу да је Софијино стање узбуњујуће и да би требало да се обрате стручном лицу за помоћ. Због гриже савести коју осећа, Цеца игра са Васкетом топло-хладно, а Никола даје свој веренички прстен Уни на чување. Код Вање у ординацију стиже нови болесник - Цане Кркљуш. |              |                |                                                       |                                                                           |                      |
| 199 | 28           | „Епизода 2.28” | Михаило Вукобратовић, Милан Коњевић и Иван Стефановић | Љиљана Несторовић и Даница Николић Николић                                | 24. октобар 2018.    |
| Цане Кркљуш је одушевљен докторком Вањом. Она му преписује лекиће. Арса објашњава Марини да је имао у плану да са Кристином отвори „хаб” и има тешкоћа да објасни значење те речи, али већа тешкоћа му је Кристина па зато одлучује да разговара са друговима. Никола моли Илију да потпише хартије којима ће се једном заувек решити Андрије и „ослободити” стан. |              |                |                                                       |                                                                           |                      |
| 200 | 29           | „Епизода 2.29” | Михаило Вукобратовић, Милан Коњевић и Иван Стефановић | Љиљана Несторовић и Даница Николић Николић                                | 25. октобар 2018.    |
| Вањи на врата стиже нова посета, и то у виду Слобе са цвећем и поклонима. Тара долази код Николе како би расправили стање са „швалерком”. Уна се зближава са Небојшом и Јоцом како би отворила простор за паклени план који спрема. Кад јој је признала да је одлепила за инспектором, Марина тражи од Цеце да се обузда. И Васкету је јасно да се нешто дешава па невољно признаје Арси да мисли да га Цеца вара. На Кристининим вратима се појављује Стефан. Стефан је очајан због чињеница да га Кристина упорно одбија и да не жели да гаји дете са њим. |              |                |                                                       |                                                                           |                      |
| 201 | 30           | „Епизода 2.30” | Михаило Вукобратовић, Милан Коњевић и Иван Стефановић | Љиљана Несторовић и Даница Николић Николић                                | 26. октобар 2018.    |
| Никола поносно баца Андрији под нос хартију на којој се јасно види да је стан њихов. Поводљиви Раде одобрава улагање које је Уна предложила, а остали подржали. Дана затиче Андрију у несвести у Николиној соби. |              |                |                                                       |                                                                           |                      |
| 202 | 31           | „Епизода 2.31” | Михаило Вукобратовић, Милан Коњевић и Иван Стефановић | Љиљана Несторовић и Даница Николић Николић                                | 29. октобар 2018.    |
| Покушавајући да помогне Софији, Цеца одлучује и да је подробно испита о Арсином кретању како би могла да га цинкари инспектору Дејану у ког је заљубљена. Цане упада код Вање усред третмана који је она имала са другом болесницом. Арса покушава да освести Софију и да је тргне из мрака у који је упала. |              |                |                                                       |                                                                           |                      |
| 203 | 32           | „Епизода 2.32” | Михаило Вукобратовић, Милан Коњевић и Иван Стефановић | Љиљана Несторовић и Даница Николић Николић                                | 30. октобар 2018.    |
| Иако му је саопштила да га неће искључити из дететовог живота, Крис не жели да буде у осећајној вези са Стефаном што њему јако тешко пада. Тања зове Радета, али одговор који је од њега добила ју је натерао да се у секунди врати у прошлост и посегне за својим највећим пороком. |              |                |                                                       |                                                                           |                      |
| 204 | 33           | „Епизода 2.33” | Михаило Вукобратовић, Милан Коњевић и Иван Стефановић | Љиљана Несторовић и Даница Николић Николић                                | 31. октобар 2018.    |
| Вања завршава у Слобином загрљају док се Кристина кроз сузе исповеда Марини и Николи. У кафићу избија испад између Софија и Луке, њеног бившег, а прекида је Арса и испраћа Софију на такси и тада налеће на побеснелу Бети. Она је кипела од љубоморе док је Арсе покушавао да сазна у шта се уплела. |              |                |                                                       |                                                                           |                      |
| 205 | 34           | „Епизода 2.34” | Михаило Вукобратовић, Милан Коњевић и Иван Стефановић | Љиљана Несторовић, Даница Николић Николић и Милена Деполо                 | 1. новембар 2018.    |
| Уна се мало размаштала па је веренички прстен који јој је Никола дао на чување ставила на своју руку. Али, прстен се заглавио и нема намеру да се скине. Кад је Дана изашла са Слобом на кафу, у стан је ушао Илија жељан мириса топлог дома, али и Даниних ђаконија. Одмах по повратку кући, Дана је схватила да се нешто чудно дешава. Инспектор Гвозденовић је дошао код Кристине. |              |                |                                                       |                                                                           |                      |
| 206 | 35           | „Епизода 2.35” | Михаило Вукобратовић, Милан Коњевић и Иван Стефановић | Љиљана Несторовић, Даница Николић Николић и Милена Деполо                 | 2. новембар 2018.    |
| Кристине не може да верује какво јој је реаговање изазвало присуство инспектора Гвозденовића. Због свега што је осетила, али и због чињенице да је Арса умешан у закулисне радње, Крис одлучује да одложи пут. Јоца саопштава Радету Тањин ултиматум. Цеца се спрема на нови састанак са инспектором Машићем. |              |                |                                                       |                                                                           |                      |
| 207 | 36           | „Епизода 2.36” | Михаило Вукобратовић, Милан Коњевић и Иван Стефановић | Љиљана Несторовић, Даница Николић Николић и Милена Деполо                 | 5. новембар 2018.    |
| Арса одбија да прихвати да је Софији све горе. На жалост, отрежњење је стигло кад је Софија поново завршила без свести на плочнику испред факултета. Док је седела са инспектором Машићем у посластичарници, Васке се са Џеријем појавио таман на време да ухвати Цецин прељубнички пољубац. |              |                |                                                       |                                                                           |                      |
| 208 | 37           | „Епизода 2.37” | Михаило Вукобратовић, Милан Коњевић и Иван Стефановић | Љиљана Несторовић, Даница Николић Николић и Милена Деполо                 | 6. новембар 2018.    |
| Изненада се у РБГ-у појављује Марина и на Радетовој столици затиче Уну. Она је после из знатижеље прислушкивала разговор оца и ћерке, а призор коме је присуствовала вратио јој је бол из детињства. Тањи није добро па је одлучила да дође на разговор код Вање. Иако није имала заказано, она ју је убедила да морају да разговарају. Док се исповедала на канабету, њен монолог чуо је Павле. Инспектор Гвозденовић не може да избаци Кристину из главе па покушава да закаже састанак.                                                                   |              |                |                                                       |                                                                           |                      |
| 209 | 38           | „Епизода 2.38” | Михаило Вукобратовић, Милан Коњевић и Иван Стефановић | Љиљана Несторовић, Даница Николић Николић и Милена Деполо                 | 7. новембар 2018.    |
| Павле покушава да разговара са Тањом и утврди због чега је стално незадовољна. Због Софијиног стања Гога долази код Филиповића, а њено понашање изазива Марину. Кристина саопштава Слоби и Николи да се заљубила у инспектора Гвозденовића. Софија почиње да љуби Арсу јер жели блискост са њим. |              |                |                                                       |                                                                           |                      |
| 210 | 39           | „Епизода 2.39” | Михаило Вукобратовић, Милан Коњевић и Иван Стефановић | Љиљана Несторовић, Даница Николић Николић и Милена Деполо                 | 8. новембар 2018.    |
| Никола је признао Слоби да једна чека да види Марину у белој венчаници. Када је отишао код Уне по прстен, Марина га је затекла у веома компромитујућем стању који никако није могао да објасни. Инспектор Гвозденовић је дошао код Кристине и ни једно ни друго нису успели да одоле својим осећањима. Арса захтева од Бети да поразговарају и да му објасни што му полиција дише за вратом. |              |                |                                                       |                                                                           |                      |
| 211 | 40           | „Епизода 2.40” | Михаило Вукобратовић, Милан Коњевић и Иван Стефановић | Љиљана Несторовић, Даница Николић Николић и Милена Деполо                 | 9. новембар 2018.    |
| Илија наставља шегу са Даном и Андријом. Дана се испрепадала и плаши се да остане сама код куће што је Андрија потпуно погрешно протумачио. Кад се бацио на јадну Дану и пољубио је, Илија више није могао да настави скривање. Потресена, Дана је учинила нешто непредвиђено. Бети је коначно посустала и саопштила Арси да ће му све разјаснити. Док је седео са Павлом, Никола му се поверио и признао да има тешкоћа са прстеном. Павле је одлучио да преузме ствар у своје руке.                                                                        |              |                |                                                       |                                                                           |                      |
| 212 | 41           | „Епизода 2.41” | Михаило Вукобратовић, Милан Коњевић и Иван Стефановић | Љиљана Несторовић, Даница Николић Николић и Милена Деполо                 | 12. новембар 2018.   |
| По доласку у РБ Групу, Тања је одмах ушла код Радета у пословницу и признала му да га и будна сања. Баш као што је и обећао Николи, Павле је отишао код Уне и тражио јој да врати прстен. Инспектор Гвозденовић је обавестио Крис да се догодила још једна крађа лекова. |              |                |                                                       |                                                                           |                      |
| 213 | 42           | „Епизода 2.42” | Михаило Вукобратовић, Милан Коњевић и Иван Стефановић | Љиљана Несторовић, Даница Николић Николић и Милена Деполо                 | 13. новембар 2018.   |
| Никола коначно одводи Марину у ресторан. Романтична вечера је требало да се заврши још романтичнијом просидбом, али у тренутку кад се спремао за коначни корак, у ресторану се појавила особа која им је свима помрсила конце. Заљубљени Арса се налази са Бети и она га одводи у скровиште свог тајног удружења нудећи му да постане његов део. |              |                |                                                       |                                                                           |                      |
| 214 | 43           | „Епизода 2.43” | Михаило Вукобратовић, Милан Коњевић и Иван Стефановић | Љиљана Несторовић, Даница Николић Николић и Милена Деполо                 | 14. новембар 2018.   |
| Баш као што је и почела, Николина просидба се завршила крахом, а чак ни тај тренутак није могао да прође без црне птице злослутнице. Раде је очаран Унином посвећеношћу, али чак и Јован почиње да изражава своје сумње. Никола није спавао код куће што је Марину само додатно узнемирило. Између Арсе и Софије избија мала свађа. |              |                |                                                       |                                                                           |                      |
| 215 | 44           | „Епизода 2.44” | Михаило Вукобратовић, Милан Коњевић и Иван Стефановић | Љиљана Несторовић, Даница Николић Николић и Иван Велисављевић             | 15. новембар 2018.   |
| Марина је забринута због Данине одлуке да остане у њеном дому. Никола јој се не јавља и она не зна где је провео ноћ после неуспеле просидбе. Инспектори Гвозденовић и Машић сумњају да је Илија крадљивац и зато спремају терен да га посете. Кад је угледала Павла са дадиљом, Тања ја направила бруку. Мања свађа која је избила између Арсе и Софије је убрзо прерасла у изненађујућа признања. |              |                |                                                       |                                                                           |                      |
| 216 | 45           | „Епизода 2.45” | Михаило Вукобратовић, Милан Коњевић и Иван Стефановић | Љиљана Несторовић, Даница Николић Николић и Иван Велисављевић             | 16. новембар 2018.   |
| Лука Борђоки започиње своју нову каријеру у РБ Групи. Јован полако почиње да сумња у Унине намере, али тешко успева да допре до Радована који је очаран и уједно заслепљен својом сарадницом. Инспектор Гвозденовић долази код Исидоровића и врло се изненадио кад му је врата отворила Кристина. Џери је напао Бети и оптужио је да се мува са Арсом. |              |                |                                                       |                                                                           |                      |
| 217 | 46           | „Епизода 2.46” | Михаило Вукобратовић, Милан Коњевић и Иван Стефановић | Љиљана Несторовић, Даница Николић Николић и Иван Велисављевић             | 19. новембар 2018.   |
| Илија је постао пресрећан кад је на Марининој руци угледао прстен своје мајке. Сви су мислили да је свадба коначно на помолу. Јоца се не либи да каже Уни да је држи на оку. Након што су успешно уписали Лава у вртић, Тања је покушала да започне обичнију фазу са Павлом, али да ли је сад он спреман на то. |              |                |                                                       |                                                                           |                      |
| 218 | 47           | „Епизода 2.47” | Михаило Вукобратовић, Милан Коњевић и Иван Стефановић | Љиљана Несторовић, Даница Николић Николић и Иван Велисављевић             | 20. новембар 2018.   |
| Уна је срећна што је доласком Луке у предузеће добила савезника, али пре свега марионету која ће јој помоћи да лакше стигне до циља. Док је Слоба молио Вању за нову прилику, она му је саопштила да мисли да је право време да почну да се виђају са другим људима. Илија све више пада у очај због Дане. Кад је саопштио Марини да се Никола не сналази најбоље у предузећу, она је одобровољила Радета тако што му је рекла да је пристала да се уда. |              |                |                                                       |                                                                           |                      |
| 219 | 48           | „Епизода 2.48” | Михаило Вукобратовић, Милан Коњевић и Иван Стефановић | Љиљана Несторовић, Даница Николић Николић и Иван Велисављевић             | 21. новембар 2018.   |
| Марина моли Павла да помогне Николи да спреми презентацију и тако одобровољи Радета. Ни поред Андријиног извињења и Илијиног позива, Дани не пада на памет да се врати кући што је посебно узрујало престрављену Цецу. |              |                |                                                       |                                                                           |                      |
| 220 | 49           | „Епизода 2.49” | Михаило Вукобратовић, Милан Коњевић и Иван Стефановић | Љиљана Несторовић, Даница Николић Николић и Иван Велисављевић             | 22. новембар 2018.   |
| Инспектори Гвозденовић и Машић су пронашли једно занимљиво име на списку своје старе муштерије Сакића. Никола се спремио за презентацију, али га је Дана за доручком јако притискала што му је јако засметало. Још већа тешкоћа је настала кад је Никола остао без података. |              |                |                                                       |                                                                           |                      |
| 221 | 50           | „Епизода 2.50” | Михаило Вукобратовић, Милан Коњевић и Иван Стефановић | Љиљана Несторовић, Даница Николић Николић и Иван Велисављевић             | 23. новембар 2018.   |
| Цеца је изненада одлучила да посети РБ Групу и потражи Николу, али ју је призор који је угледала потпуно потресао. Након што је видела Николин и Унин пољубац, она је видела и Радета који је поклекао пред Тањом, али се највише потресла кад је чула Унин телефонски разговор. Тако слуђена, Цеца је изашла на улицу где су је ударила кола. |              |                |                                                       |                                                                           |                      |
| 222 | 51           | „Епизода 2.51” | Михаило Вукобратовић, Милан Коњевић и Иван Стефановић | Љиљана Несторовић, Даница Николић Николић и Иван Велисављевић             | 26. новембар 2018.   |
| Полиција је на ногама. Сви покушавају да уђу у траг колима и возачу који је прегазио Цецу. Појавила се и сведокиња која тврди да је непосредно пре ударца чула како је Цеца држала телефон у руци у намери да Марини пренесе важну поруку. Тања је главна осумњичена, али клупко је почело полако да се одмотава. |              |                |                                                       |                                                                           |                      |
| 223 | 52           | „Епизода 2.52” | Михаило Вукобратовић, Милан Коњевић и Иван Стефановић | Љиљана Несторовић, Даница Николић Николић и Иван Велисављевић             | 27. новембар 2018.   |
| Сви су осумњичени за покушај убиства. Уна је корак испред свих и за сада једино она није на мети инспектора. Раде је одлучио да призна Марини и Николи да је и даље заљубљен у Татјану, али у тренутку кад им је саопштавао да је Цеца видела њихов пољубац, овај податак је чуо неко ко ће да га искористи. |              |                |                                                       |                                                                           |                      |
| 224 | 53           | „Епизода 2.53” | Михаило Вукобратовић, Милан Коњевић и Иван Стефановић | Љиљана Несторовић, Даница Николић Николић и Иван Велисављевић             | 28. новембар 2018.   |
| Марина је отишла код Тање и јасно јој је ставила до знања да зна за њу и Радета и да се нада да је при покушају брисања снимка са сигурносних камера користила рукавице. Машта инспектора Гвозденовића и Машића је све бурнија па су случај Цециног покушаја убиства повезали са Каспером. Због тога су отишли код Арсе. Никола се поверио Слоби. |              |                |                                                       |                                                                           |                      |
| 225 | 54           | „Епизода 2.54” | Михаило Вукобратовић, Милан Коњевић и Иван Стефановић | Љиљана Несторовић, Даница Николић Николић и Иван Велисављевић             | 29. новембар 2018.   |
| Инспектори Гвозденовић и Машић су сазнали да је Тања променила име и презиме па им је то подгрејало сумњу. Гвозденовић је притискао Марину да му помогне, али је она уместо тога, на ивици живаца објаснила инспектору да је јурење њеног будућег свекра и свекрве губљење времена. Вања је поново завршила са Слобом у кревету. Дану су звали из продукцијске куће на састанак поводом новог циклуса, а заправо јој је полиција спремила заседу. |              |                |                                                       |                                                                           |                      |
| 226 | 55           | „Епизода 2.55” | Михаило Вукобратовић, Милан Коњевић и Иван Стефановић | Љиљана Несторовић, Даница Николић Николић и Иван Велисављевић             | 30. новембар 2018.   |
| Дана покушава да наговори Илију да се састану са својом ТВ продуценткињом, а Бети је коначно скупила довољно храбрости и признала Џерију да јој се свиђа Арса. Николин предлог да имају још једно дете је потресао Марину. Када од Тање није добио одговор о природи њеног односа са Радетом, Павле је одлучио да испита Вању. |              |                |                                                       |                                                                           |                      |
| 227 | 56           | „Епизода 2.56” | Михаило Вукобратовић, Милан Коњевић и Иван Стефановић | Љиљана Несторовић, Даница Николић Николић и Милан Коњевић                 | 3. децембар 2018.    |
| Инспектори Гвозденовић и Машић су зауставили Дану, Илију и Слобу на улици и одлучили да их приведу. Павле наваљује да чује истину: Да ли га Тања вара? Када није добио одговор од Вање, он се упутио на другу адресу - код Марине. Никола је упозорио Арсу да им полиција дише за вратом због Бети и покушава да сазна ко је девојка коју Арса толико срчано штити. На крају, Бети се одлучила на корак више. |              |                |                                                       |                                                                           |                      |
| 228 | 57           | „Епизода 2.57” | Михаило Вукобратовић, Милан Коњевић и Иван Стефановић | Љиљана Несторовић, Даница Николић Николић и Милан Коњевић                 | 4. децембар 2018.    |
| Тања је преклињала Павла да јој пружи још једну прилику како би му доказала да су он и Лав једини мушкарци у њеном животу. Бети је доведена пред свршен чин и сада мора да направи болан рез. Илија и Дана су и даље у полицији и никоме није јасно шта се дешава. Арса је склопио коцкице и непосредно је питао Бети какве везе она има са кибер злочином. |              |                |                                                       |                                                                           |                      |
| 229 | 58           | „Епизода 2.58” | Михаило Вукобратовић, Милан Коњевић и Иван Стефановић | Љиљана Несторовић, Даница Николић Николић и Милан Коњевић                 | 5. децембар 2018.    |
| Уна је отворила нови фронт и тражи податке о Татјани како би отишла у полицију да је пријави. Тамо је срела Илију и Дану, а њихово познанство је додатно збунило инспектора Гвозденовића. Да би му доказала да жели још једно дете, Марина је дала Николи необичан „поклон” на чување како би испитала његову намеру. Ипак, много важније је питање Арсе и то што збо његове везе са Бети свима прети затвор. |              |                |                                                       |                                                                           |                      |
| 230 | 59           | „Епизода 2.59” | Михаило Вукобратовић, Милан Коњевић и Иван Стефановић | Љиљана Несторовић, Даница Николић Николић и Милан Коњевић                 | 6. децембар 2018.    |
| Арса је добио неочекивани поклон. Кристина је донела важну одлуку и у то име му је поклонила кључеве свог стана. У полицијској станици, инспектор Машић је пустио Дани и Илији снимљени запис из болнице на ком се јасно види како су се Раде и Тања пољубили. РБ Група је коначно уредила толико ишчекивану прославу, а све очи су биле упрте у звезду вечери. |              |                |                                                       |                                                                           |                      |
| 231 | 60           | „Епизода 2.60” | Михаило Вукобратовић, Милан Коњевић и Иван Стефановић | Љиљана Несторовић, Даница Николић Николић и Милан Коњевић                 | 7. децембар 2018.    |
| Пред камерама и извештачима, полиција је усред прославе ухапсила Тању, а Уна се наслађивала својим „ремек-делом”. У глуво доба ноћи, Арса је примио неочекивану посету. Вања је признала Слоби да га превише воли да би га мењала. Марина је запрепастио призором у Арсиној соби. |              |                |                                                       |                                                                           |                      |
| 232 | 61           | „Епизода 2.61” | Михаило Вукобратовић, Милан Коњевић и Иван Стефановић | Љиљана Несторовић, Даница Николић Николић и Милан Коњевић                 | 10. децембар 2018.   |
| Марина је бесна на Николу што је није подржао у свађи са Арсом. Све новине пишу о бруци у РБ Групи. Цеца се пробудила, али ко је у највећем страху? Арса је отишао у полицијску испоставу спреман да све призна у вези са Бети. |              |                |                                                       |                                                                           |                      |
| 233 | 62           | „Епизода 2.62” | Михаило Вукобратовић, Милан Коњевић и Иван Стефановић | Љиљана Несторовић, Даница Николић Николић, Иван Велисављевић и Маја Ценић | 11. децембар 2018.   |
| Инспектор Гвозденовић је објаснио Арси да мора да пронађе Бети јер је она једина која може да реши случај, али од Бети ни трага ни гласа. У разговору са Арсом, Никола је отворио очи јер је схватио да Кристина никада није преболела његову везу са Марином. |              |                |                                                       |                                                                           |                      |
| 234 | 63           | „Епизода 2.63” | Михаило Вукобратовић, Милан Коњевић и Иван Стефановић | Љиљана Несторовић, Даница Николић Николић, Иван Велисављевић и Маја Ценић | 12. децембар 2018.   |
| Павле је отишао код Марине како би сазнао да ли постоји нешто између Тање и Радета. Док је прислушкивао њихов разговор, Никола је због Арсе испустио јаје и „убио” Илију. Уна је отишла у посету Исидоровићима и тамо затекла Слобу. Њих двоје су разменили телефоне, а свако је на уму имао остварење својих паклених планова. |              |                |                                                       |                                                                           |                      |
| 235 | 64           | „Епизода 2.64” | Михаило Вукобратовић, Милан Коњевић и Иван Стефановић | Љиљана Несторовић, Даница Николић Николић, Иван Велисављевић и Маја Ценић | 13. децембар 2018.   |
| Павле је толико очајан да више не зна коме да се обрати за помоћ. У покушају да открије да ли га Тања вара са Радованом, он је отишао у полицијску испоставу и непосредно то питао инспектора Гвозденовића. Кад се најмање надао, стигао је одговор који га је потресао. |              |                |                                                       |                                                                           |                      |
| 236 | 65           | „Епизода 2.65” | Михаило Вукобратовић, Милан Коњевић и Иван Стефановић | Љиљана Несторовић, Даница Николић Николић, Иван Велисављевић и Маја Ценић | 14. децембар 2018.   |
| Док је седео са Уном на пићу, Слоба је за шанком уочио бесног Павла, а кад му је пришао, стање се јако усложило. Марина и Вања не знају шта да раде са помахниталом Тањом, а за почетак су покушале да је отрезне. Између Слобе и Вање је избила велика свађа, али шта се десило између Уне и Павла? |              |                |                                                       |                                                                           |                      |
| 237 | 66           | „Епизода 2.66” | Михаило Вукобратовић, Милан Коњевић и Иван Стефановић | Љиљана Несторовић, Даница Николић Николић и Маја Ценић                    | 17. децембар 2018.   |
| После неколико недеља проведених у болници, Цеца се вратила кући. Сви су срећни што је виде, али нешто није како треба. Инспектори Гвозденовић и Машић нису сигурни ко игра коју игру, али су уверени да је Цеца измислила губитак памћења због страха да јој се нешто поново не догоди. Цеца је ставила Николу пред свршен чин. |              |                |                                                       |                                                                           |                      |
| 238 | 67           | „Епизода 2.67” | Михаило Вукобратовић, Милан Коњевић и Иван Стефановић | Љиљана Несторовић, Даница Николић Николић и Маја Ценић                    | 18. децембар 2018.   |
| Инспектори Гвозденовић и Машић су покушали да извуку још неки корисни податак од Цеце, али је уместо тога настала још већа гунгула јер је Цеца својом несмотреношћу поново повредила Васкета. Павле нема намеру да наставља са Тањом па је тражио развод. Тања је у очајном стању позвала Радета, али он није био расположен да је слуша. |              |                |                                                       |                                                                           |                      |
| 239 | 68           | „Епизода 2.68” | Михаило Вукобратовић, Милан Коњевић и Иван Стефановић | Љиљана Несторовић, Даница Николић Николић и Маја Ценић                    | 19. децембар 2018.   |
| Павле се потресао због Арсиног признања. Кад су рекапитулирале догађаје од претходне вечери, Марина и Вања су дошле до закључка да је Павле отишао кући код Уне. Док је беснела што јој се Павле не јавља, Уна је одлучила да „сахрани” Радетов посао, али да са њим повуче и Тању. |              |                |                                                       |                                                                           |                      |
| 240 | 69           | „Епизода 2.69” | Михаило Вукобратовић, Милан Коњевић и Иван Стефановић | Љиљана Несторовић, Даница Николић Николић и Маја Ценић                    | 20. децембар 2018.   |
| Тања је потпуно очајна па се нашла са Вањом да јој исприча шта се десило између ње и Павла. Лука и Уна су наставили са мувањем, а она је решена да га потпуно придобије на своју страну па је због тога заказала састанак у ресторану. Између Вање и Слобе је коначно завладао склад. Павле је отишао код Радета кући како би се обрачунали. |              |                |                                                       |                                                                           |                      |
| 241 | 70           | „Епизода 2.70” | Михаило Вукобратовић, Милан Коњевић и Иван Стефановић | Љиљана Несторовић, Даница Николић Николић и Маја Ценић                    | 21. децембар 2018.   |
| Кад је сазнао да је Лука нови комерцијални директор РБГ-а, Арса је полудео и отишао право код Радета, али Раде није био расположен за хирове свог унука. Док су Уна и Лука седели на вечери, нико није слутио шта се спрема. Лукин отац Данко је позвао Лукину мајку Ружицу и претећи јој саопштио да мора да се врати у Београд. |              |                |                                                       |                                                                           |                      |
| 242 | 71           | „Епизода 2.71” | Михаило Вукобратовић, Милан Коњевић и Иван Стефановић | Љиљана Несторовић, Даница Николић Николић, Маја Ценић и Владимир Каран    | 24. децембар 2018.   |
| Марко је поставио полицијску извидницу да чува Исидоровиће, али Никола није одушевљен тим вестима па је јасно ставио до знања Марини да му се не допада то што им он опседа кућу. Након пијанства са Арсом, Васке је мамуран дошао кући, а Цеца је започела истрагу. Васкетов одговор јој се ни мало није свидео. Ружица је стигла у Београд. |              |                |                                                       |                                                                           |                      |
| 243 | 72           | „Епизода 2.72” | Михаило Вукобратовић, Милан Коњевић и Иван Стефановић | Љиљана Несторовић, Даница Николић Николић, Маја Ценић и Владимир Каран    | 25. децембар 2018.   |
| Стање између Павла и Тање се све више усложњавало, а највише је трпео мали Лав. Арса уопште не ни зна шта му се догодило после ноћи пијанства ни ко га је довео у Крисин стан. Док је мамуран бауљао по кући, Раде га је позвао, али му је он одбио позив. Радету је због тога озбиљно позлило. |              |                |                                                       |                                                                           |                      |
| 244 | 73           | „Епизода 2.73” | Михаило Вукобратовић, Милан Коњевић и Иван Стефановић | Љиљана Несторовић, Даница Николић Николић, Маја Ценић и Алекса Ршумовић   | 26. децембар 2018.   |
| Павле је осуо паљбу по Небојши због чињенице да је од њега крио Татјанину прељубу са Радетом. Врло непосредно, Јоца је ставио Радету до знања да га, мало по мало, Уна свађа са свим унутар породице. На Николино наваљивање, Арса је признао да га је стање са Бети потпуно растурило. Слоба жели да изађе из приче о хабу, на огромно разочарење својих ортака. |              |                |                                                       |                                                                           |                      |
| 245 | 74           | „Епизода 2.74” | Михаило Вукобратовић, Милан Коњевић и Иван Стефановић | Љиљана Несторовић, Даница Николић Николић, Маја Ценић и Алекса Ршумовић   | 27. децембар 2018.   |
| После пустоловине по Бечу, Тара је одлучила да се врати кући. Док се Уна распитивала за Цецино памћење и наговарала Николу да све призна Марини, он јој је ставио до знања да зна за сва њена петљања око Луке, Слобе и Павла. Ипак, то је није највише потресло. Кад је схватила да је Јоца прозрео све њене намере, она није знала шта да ради. Лука се коначно јавио мајци на телефон и заказао сусрет. |              |                |                                                       |                                                                           |                      |
| 246 | 75           | „Епизода 2.75” | Михаило Вукобратовић, Милан Коњевић и Иван Стефановић | Љиљана Несторовић, Даница Николић Николић, Маја Ценић и Владимир Каран    | 28. децембар 2018.   |
| Тара је почела поново да ужива у породичној „идили” са својим и да им помаже око спремања за обнову завета. Цеца се коначно одважила на разговор са Марином. Тренутак искрености између Тање и Павле изазвао је тектонске поремећаје. Наступ искрености доживео је и Лука са својом мајком. |              |                |                                                       |                                                                           |                      |
| 247 | 76           | „Епизода 2.76” | Михаило Вукобратовић, Милан Коњевић и Иван Стефановић | Љиљана Несторовић, Даница Николић Николић, Маја Ценић и Владимир Каран    | 31. децембар 2018.   |
| Прихватајући Слобин позив, Данило је дошао да чува малу Хелену због чега је Слоба одмах отишао код Вање и захтевао да почну да живе заједно − као права породица. Инспектори Гвозденовић и Машић су пронашли нове доказе у вези са Цецином несрећом, а сви су били запрепашћени исходима истраге. |              |                |                                                       |                                                                           |                      |